# Front Line (album)
Pour les articles homonymes, voir Frontline.
Front Line est un album du pianiste américain Jodie Christian. Il a été enregistré en janvier 1996 aux Riverside Studios à Chicago et a été publié par le label Delmark Records la même année. Sur l'album, Christian est rejoint par les saxophonistes Norris Turney et Eddie Johnson, le trompettiste Sonny Cohn , le bassiste John Whitfield et les batteurs Ernie Adams et Gerryck King. La chanteuse Francine Griffin apparaît également sur un morceau,,,.

## Réception
Dans une critique pour AllMusic, Alex Henderson a écrit : « En dehors de Windy City, Christian n'est pas aussi connu qu'il mérite de l'être, mais cela ne rend pas Front ne moins attrayant. ».
Les auteurs de The Penguin Guide to Jazz ont qualifié l'album de "très amusant" et ont décrit le groupe comme "un gentil groupe d'anciens". Ils ont déclaré : "Christian agit en tant qu'entraîneur et tire le meilleur parti de l'équipe.".
Écrivant pour JazzTimes, Owen Cordle a commenté : « Les résultats sont de première classe... Le Christian sous-estimé et polyvalent montre tous les traits qui rendent les pianistes de Chicago si sympathiques : l'attaque claire, les accords de bloc de type ensemble, une chaleur basique, le sentiment du church et du blues, et un sens du rythme contagieux.  

## Personnel
- Jodie Christian – piano
- Norris Turney – saxophone alto
- Eddie Johnson – saxophone ténor
- Sonny Cohn – trompette
- John Whitfield – basse
- Ernie Adams - batterie (pistes 1, 2, 4, 6-8)
- Gerryck King – batterie (pistes 3, 5, 9, 10)
- Francine Griffin – chant (piste 5)